# Hirebeedinhalu, Yelbarga
Hirebeedinhalu là một làng thuộc tehsil Yelbarga, huyện Koppal, bang Karnataka, Ấn Độ.